# Guignen
Guignen is een gemeente in het Franse departement Ille-et-Vilaine (regio Bretagne). De plaats maakt deel uit van het arrondissement Redon. Guignen telde op 1 januari 2022 4.149 inwoners.

## Geografie
De oppervlakte van Guignen bedroeg op 1 januari 2022 53,05 vierkante kilometer; de bevolkingsdichtheid was toen 78,2 inwoners per km².

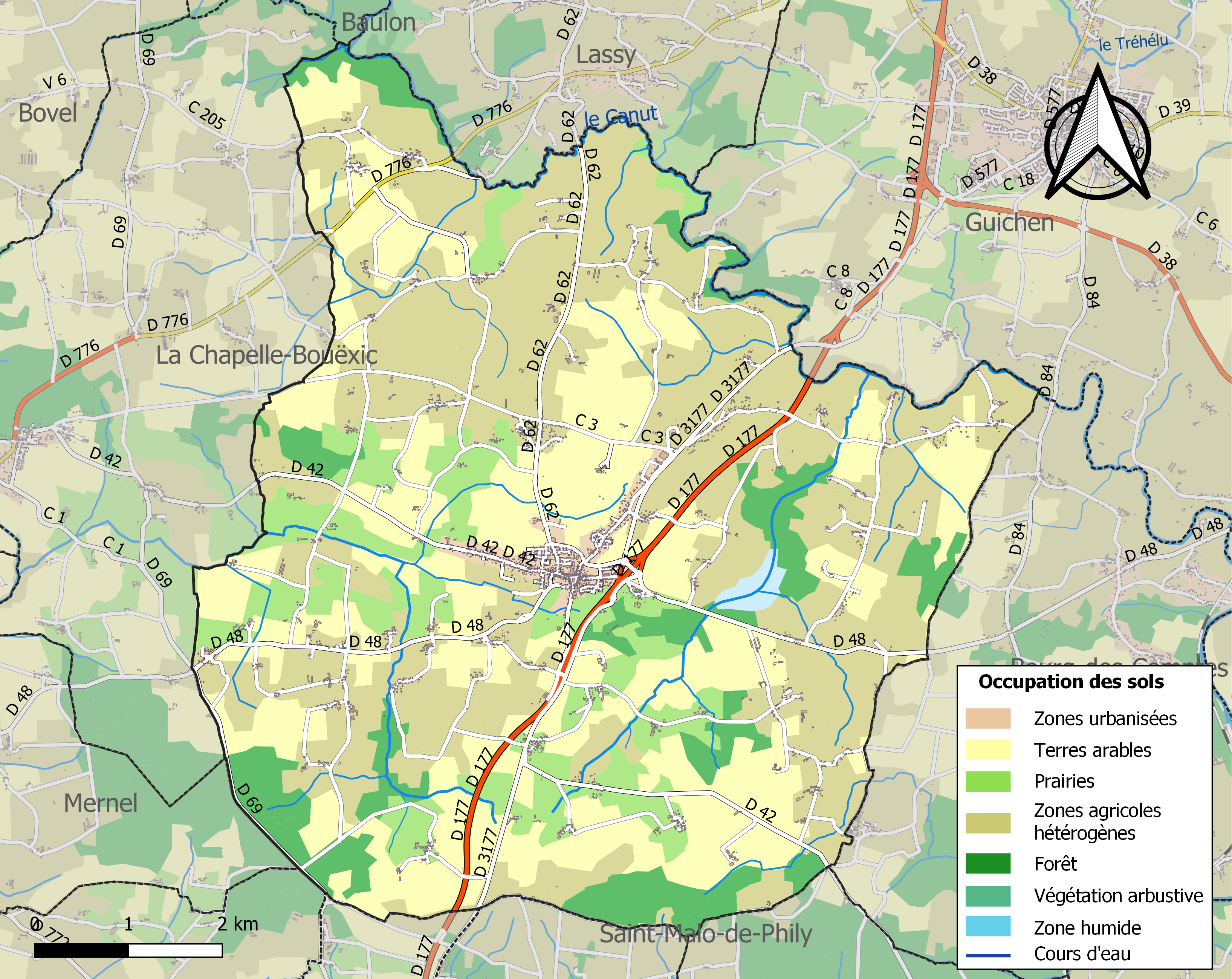
Kaart van de gemeente met belangrijkste infrastructuur, bodemgebruik en omliggende gemeenten

## Demografie
Onderstaande figuur toont het verloop van het inwonertal, bron: INSEE-tellingen. 